# Dylan Carlson
Dylan Carlson (ur. 12 marca 1968 w Los Angeles) – amerykański muzyk rockowy. Najbardziej znany jako założyciel i lider zespołu Earth.

## Życiorys i kariera artystyczna

### Młodość
Dylan Carlson urodził się w Seattle, w stanie Waszyngton. Muzyką zainteresował się w wieku 15 lat po usłyszeniu takich zespołów jak Black Sabbath i AC/DC. Młodzieńcze lata spędzał przeważnie na podróżach (jego ojciec pracował w Departamencie Obrony). W połowie lat 80. otrzymał swoją pierwszą gitarę – model Gretsch Streamliner z 1968 roku.

### Earth I
W 1989 roku Carlson po spotkaniu z Gregiem Babiorem, Slimem Moonem, Joe Prestonem i Dave’em Harwellem założył w Olympii w stanie Waszyngton zespół Earth. Debiutancka płyta zespołu, Earth 2, została wydana w 1993 roku przez Sub Pop. Carlson określał ówczesne brzmienie zespołu oparte na ciężkich riffach o niskiej częstotliwości i powolnych, zniekształconych powtórzeniach jako ambient-metal. W tym okresie był on współlokatorem Kurta Cobaina. Po swoim trzecim albumie, Pentastar: In the Style of Demons, wydanym w 1996 roku, Earth zrobił sobie dłuższą przerwę, w dużej mierze z powodu problemów osobistych Carlsona, w tym jego uzależnienia od heroiny oraz stanu psychicznego spowodowanego śmiercią Kurta Cobaina. Cobain popełnił samobójstwo z broni należącej do Carlsona. W filmie dokumentalnym Kurt & Courtney Nicka Broomfielda z 1998 roku pojawił się wywiad z Carlsonem, dotyczący tej kwestii.  

### Earth II. Projekty solowe
W 2000 roku Carlson spotkał swoją dawną znajomą, perkusistkę Adrienne Davies i wkrótce potem oboje zaczęli wspólnie grać. W 2003 roku koncertowali razem na Wschodnim Wybrzeżu w dwuosobowym składzie, już pod nazwą Earth, prezentując odnowioną wersję charakterystycznego dla zespołu doom metalu, połączonego z dronowym brzmieniem gitary Carlsona. Efektem wspólnych występów nowego Earth stał się koncertowy album Living in the Gleam of an Unsheathed Sword z tytułowym utworem, trwającym blisko godzinę. 
W 2005 roku Earth wydał album Hex; Or Printing in the Infernal Method, na którym pojawily się wpływy muzyki country. Równolegle z Earth Carlson zapoczątkował solowy projekt, Drcarlsonalbion. Pod jego szyldem wydał w 2012 roku album La Strega & the Cunning Man in the Smoke, zawierający covery tradycyjnych piosenek ludowych i współczesnych. 
W tym samym roku na kasecie, w limitowanym nakładzie ukazał się album Edward Kelley's Blues. Na stronie A znalazły się nagrania terenowe, zrealizowane w listopadzie 2011 roku w okolicach stacji London Waterloo oraz wzdłuż Tamizy w South Bank. Gitara i partie wokale zostały dodane przez Carlsona w grudniu tego samego roku. Nagrania i masteringu dokonał w tym samym miesiącu Robert Roth. Utwór „Drunk On Angelspeech” na stronie B zawierał gitarę i wokale Carlsona oraz partie mellotronu autorstwa Roberta Rotha.

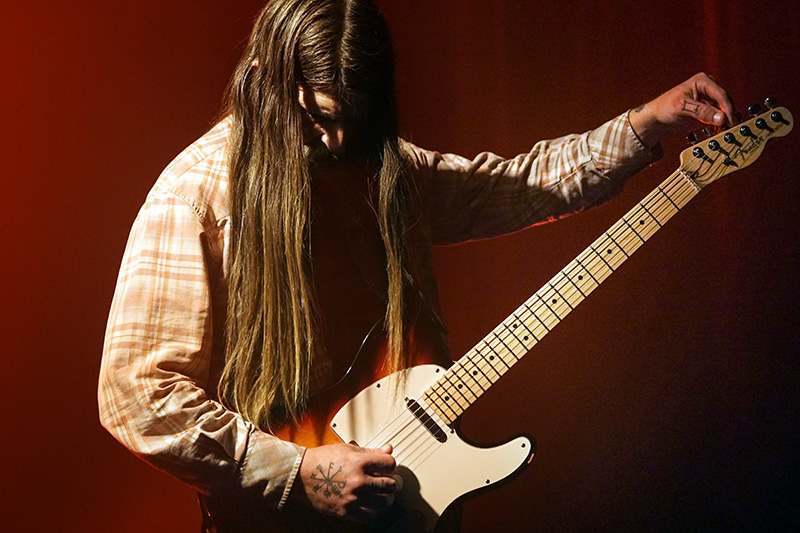
Dylan Carlson podczas występu na Aarhus Festival (2018)

W 2014 roku Carlson wydał album Gold, będący pierwotnie ścieżką dźwiękową do filmu przedstawiającego podróż niemieckich imigrantów na północny zachód podczas gorączki złota nad Klondike pod koniec XIX wieku. Po tej płycie w 2016 roku ukazał się kolejny album artysty, zatytułowany Falling with a Thousand Stars and Other Wonders from the House of Albion, będący zbiorem starych ballad ludowych z pogańskiej i rustykalnej Anglii i Szkocji, które dotyczą relacji między ludźmi a dobrymi wróżkami i innymi istotami nadprzyrodzonymi. W 2017 roku ukazał się kolaboracyjny album Concrete Desert, zrealizowany wspólnie z brytyjskim eksperymentalnym artystą elektronicznym The Bug (Kevinem Martinem).
W 2018 roku, po blisko 30 latach bycia jedynym stałym członkiem Earth, Carlson wydał swój pierwszy solowy album, Conquistador, przedstawiający, jak sugeruje tytuł, świat fantazji, który jest zakorzeniony w historii. Minimalistyczne, ambientowe kompozycje albumu opierają się na subtelnościach gitarowych dźwięków Carlsona, realizowanych metodą prób i błędów w połączeniu z kombinacjami sprzętowymi (w tym gitarami marki Strat i Tele). W nagrywaniu albumu uczestniczyły obok Carlsona jego żona, Holly, grająca na instrumentach perkusyjnych (jej zdjęcie znalazło się na okładce albumu) oraz gitarzystka Emma Ruth Rundle. Album wyprodukował Kurt Ballou, a wydała wytwórnia Sargent House.
7 maja 2021 roku ukazał się album Feral Angel, nagrany wspólnie przez Carlsona i wiolonczelistkę Lori Goldston, poświęcony pamięci ich wspólnej przyjaciółki, zmarłej w 2016 roku Geneviève Castrée, kanadyjskiej ilustratorce i wokalistce. Na przedniej okładce albumu znalazł się jeden z jej arkuszy do czyszczenia stalówek, ukradkiem wyłowiony ze śmieci przez jej męża, Phila Elveruma.

## Wpływy
W wywiadzie dla Raya McClellanda z magazynu guitarguitar Carlson wymienił szereg gitarzystów, którzy wywarli na niego wpływ: Steve Cropper, Cornell Dupree, Sonny Sharrock, Dominique Gaumont, Pete Cosey, Jimi Hendrix, Earl "Chinna" Smith, John McLaughlin, Ron Wood, Jeff Beck, Jimmy Page, Uli Jon Roth, Ritchie Blackmore, Roy Buchanan, Dickey Betts, Bill Frisell i Buzz Osborne.